# Ixalodectes megacercus
Ixalodectes megacercus är en insektsart som beskrevs av Rentz, D.C.F. 1985. Ixalodectes megacercus ingår i släktet Ixalodectes och familjen vårtbitare. Inga underarter finns listade i Catalogue of Life.